# 현솔잎
현솔잎은 대한민국의 텔레비전 드라마 연출감독이다.

## 드라마
- 2017년 MBC 저녁 일일연속극 《돌아온 복단지》 ... 공동연출
- 2018년 MBC 4부작 미니시리즈 《미치겠다, 너땜에!》 ... 연출
- 2025년 MBC 2부작 미니시리즈 《맹감독의 악플러》 ... 연출